# بغيض
بغيض (بالإنجليزية: Beastly)‏ هو فيلم دراما أُصدر في الولايات المتحدة سنة 2011.

## طاقم التمثيل
- فانيسا هادجنز
- اليكس بيتيفر
- ماري كيت اولسن
- نيل باتريك هاريس

## القصة
كايل كينجسون (اليكس بيتيفر) فتى مغرور وثري ودائماً ما يتباهى بنفسه وبجماله وأموال والده، وكايل هو أحد المرشحين للرئاسة في ثانويته، في يوم من الأيام يجد كايل جميع صوره في المدرسة مرسوم عليها عبارات استهزاء وسخرية، التي قامت بها الساحرة كيندرا (ماري كيت اولسن) يقوم كايل بإهانة ساحرة المدرسة والاستهزاء بها وبنشاطاتها، ولكنها لا تبدي أي اهتمام، بعد مدة، يقوم كايل بإقامة حفلة ويدعو لها الساحرة كيندرا، بحجة انها متأسف عما فعله معها، يطلب كايل من خادمته الجمايكية زولا (ليسا جاي هاميلتون) ان تحضر له زهرة لرفيقته، وتكون زولا جمايكية تعمل خادمة لدى كايل ووالده، وتكون مغتربة عن اولدها الثلاثة وزوجها، الذين لم تسنح لهم الفرصة بالقدوم إلى أمريكا مع امهم، ولكنها لا تجدالزهرة التي طلبها كايل، لأنه أخبرها بأن تحضر الزهرة قبل يوم من الحفلة، فتقوم بإحضار زهرة بيضاء، ولكنه يتذمر من هذه الزهرة، ويأخذها لرفيقته مع ذلك، وتتذمر رفيقته لعدم إحضاره الزهرة المناسبة لها، هنا يرى كايل زميلته في المدرسة ليندي (فانيسا هادجنز) والتي تعمل في تقديم المقبلات والمرطبات في الحفلة، وذلك حتى تستطيع تجميع مبلغ من المال يكفيها للسفر إلى ماتشو بيتشو، يهدي كايل الزهرة البيضاء ل ليندي، ويأخذ صورة معها، ثم بعد ذلك تظهر الساحرة كيندرا في الحفلة، فيقوم كايل بالسخرية منها، ويقول انها صدقت انه من الممكن ان يتأسف لها، فيذلها كايل أما كل طلاب الثانوية، فتقوم كيندرا بطرح لعنة عليه، وذلك بسبب غروره وانانيته، فبعدما كان شابا أشقر وسيماً تعشقه كل الفتيات، تحول إلى اصلع قبيح موشوم الجسد ولا يستطيع أحد النظر إليه، تعطي كيندرا ل كايل فرصة حتى يحسن من طباعه ويجد الحب الحقيقي حتى يعود لطبيعته، وتمهله مدة سنة حتى ينتهي الربيع القادم، فإن لم يجد أي فتاة تحبه في هذه السنة سوف يبقى قبيحا للأبد، يقوم والد كايل الثري بأخذه إلى أفضل أطباء البلد، ولكنهم لا يجدون حلاً لمشكلته، فيضطر والد كايل إلى حبسه في شقة معزولة، لا يوجد فيها أحد الا زولا الخادمة، ويوجد معه في الشقة كذلك المدرس الأعمى ويل (نيل باتريك هاريس) والذي يقوم بتدريسه في الشقة، ويشتري والد كايل دراجة نارية لإبنه حتى يخفف عنه.
يعزل كايل نفسه عن الناس، وفي عيد الهالوين يقوم بالخروج إلى حفلة في ثانويته، فيجد حبيبيته متواجدة مع مساعده وصديقه الصدوق، فيصيبه الإحباط، وهنا يرى كايل مجدداً ليندي، والتي تكون متنكرة على شكل امرأة هيبية ترتدي نظارة، تقومليندي بالتذمر من فعل حبيبة كايل، والتي تركته من اجل رجل آخر فقط بسبب اختفائه، ثم تذهب ليندي ناسية نظارتها، هنا يشعر كايل بأنه يشعر بالإعجاب تجاه ليندي، فيأخذ نظارتها للذكرى ويعود لشقته، يبدأ كايل في مراقبة تحركات ليندي كل يوم، عندما تخرج من شقتها وتذهب لمساعدة المحتاجين وتوقم بأكل الآيسكريم، وفي يوم من الأيام، التي كان كايل يراقب فيها ليندي، يجد أن ليندي دخلت إلى المبنى السكني الذي تعيش فيه باحثة عن والدها المدمن، وعندما تبحث عنه، تجده مع بائعي مخدرات يهددونه بالقتل، وذلك بسبب عدم تسديده ديونه لهما، يبدأ المهربان بتوجيه المسدس إلى والد ليندي، وعندما وجدت ليندي والدها مع مهربي المخدرات، اخبرتهما بأنها ستسد ديون والدها، فهي تعمل بجد وتقوم بسد المال عن والدها، ولكنهما يقومان بضربها، فيغمى عليها، وهنا يتدخل كايل، فيقوم بالضرب أحد الرجال وأخذ ليندي إلى المبنى السكني، ثم يعود لوالد ليندي ومهربي المخدرات، والذي يقوم والد ليندي بقتل أحدهما، عندها، يتوعد مهرب المخدرات الآخر بقتل ليندي، وذلك لأن والدها قتل أخاه، يشعر والد ليندي بالارتباك والحيرة حيال ابنته، وهنا يقوم كايل بإخبار والد ليندي بنصيحته، وهي ان تسكن ليندي معه في شقته المعزولة التي لن يجدها المهرب فيها ابدا، فيقتنع الأب، ويجعل ليندي تذهب لهذه الشقة، مخبراً ابننته انه صديقه هانتر =(كايل) سيستضيفها حتى تهدأ الأوضاع، يقوم هانتر أو (كايل) بتقديم هدايا ل ليندي، حتى يشعرها بالفرحة أثناء اقامتها معه، فيحضر لها حقيبة، ولكنها تتذمر وتتركها، ويحضر لها مجوهرات، فتتركها كذلك، هنا تنصح زولا خادمة كايل ان يهديها شيئا بسيطا تحبه، فيقوم بشراء شوكلاتة لها، ويقوم بوضع هذه الشوكلاتة في غرفتها، ولكنه لا يريد أن ترى وجهه القبيح، فيرتدي قناع تزلج، ويدخل على ليندي، ويهديها الشوكلاتة، فتتقبل الهدية اخيرا، ويشعر كايل بالسرور لتقبلها الهدية، يشاهد كايل مسلسلا كوريا كاشفا عن وجهه، فتدخل عليه ليندي، فيقوم بتغطئة وجهه بسرعة، يدور بينهما حوار بسيط، وفي نهاية الحوار، يكشف كايل جهه ل ليندي، لا تصاب ليندي بأي ردة فعل، ولكنها تقول له: أنت لست قبيح، رأيت وجوها أقبح منك، تتوطد العلاقة بين ليندي وكايل مع المدة، حتى يتصل المستشفى على ليندي، ويخبرها بأن والدها في حالة طبية سيئة، هنا تضطر ليندي للرحيل عن كايل، الذي بقي له أيام معدودة حتى تنتهي مهلته، وسيبقى وحشا للأبد إن لم تعترف ليندي بشعورها تجاهه، قبل رحيل ليندي لوالدها، يعطي كايل ليندي مجموعة من الاوراق معبرا فيها عن مشاعره تجاهها، فتذهب ليندي تاركا كايل في كآبته وبؤسه، بعد قراءة الاوراق وتحسن حالة والد ليندي، تتصل ليندي على كايل ولكنه لا يجيبها ويتجاهلها، فتقوم ليندي بتجاهل موضوع كايل، وتحجز تذكرة للذهاب إلى ماتشو بيتشو اخيرا، ولكن قبل سفرها، يتجرأ كايل بالخروج من شقته، والذهاب إليها، والكشف عن وجهه امام الكل، مخبرا اياها بحبه، فتقوم ليندي بتقبيله وتخبره بأنه ليس قبيحا، وقبل ان تغادر، تخبره بأنها تحبه، هنا ينكسر سحر كيندرا، ويعود كايل لشكله الطبيعي السابق، فيخرج للشارع مملوءاً بالفرح، وتخرج ليندي كذلك باحثة عن هانتر، فيقوم كايل بلحاقها، تخبره انها تبحث عن شخص ما وليست متفرغة للكلام معه، يحاول شرح الموقف لها ولكنها لا تنصت، وهنا توقم ليندي بالاتصال على هانتر، فيبدأ هاتف كايل بالرنين، هنا تستوعب ليندي ان هانتر القبيح كان كايل طوال الوقت، فينتهي الفيلم بذهاب كايل وليندي ل ماتشو بيتشو سويا.

## الميزانية والإيرادات
بلغت تكلفة إنتاج الفيلم حوالي 17 مليون دولار بينما حقق أرباحا تقدر بـ 28,834,009 دولار.

## روابط خارجية
- بغيض على موقع IMDb (الإنجليزية)
- بغيض على موقع ميتاكريتيك (الإنجليزية)
- بغيض على موقع روتن توميتوز (الإنجليزية)
- بغيض على موقع نتفليكس (الإنجليزية)
- بغيض على موقع قاعدة بيانات الأفلام العربية
- بغيض على موقع ألو سيني (الفرنسية)
- بغيض على موقع Turner Classic Movies (الإنجليزية)
- بغيض على موقع أول موفي (الإنجليزية)
- بغيض على موقع بوكس أوفيس موجو (الإنجليزية)
- بغيض على موقع فيلمافينيتي (الإسبانية)